# Marie-Françoise-Élisabeth de Savoie
 (septembre 2016).
Si vous disposez d'ouvrages ou d'articles de référence ou si vous connaissez des sites web de qualité traitant du thème abordé ici, merci de compléter l'article en donnant les références utiles à sa vérifiabilité et en les liant à la section « Notes et références ».
Marie-Françoise-Élisabeth de Savoie, née à Paris le 21 juin 1646 et morte à Lisbonne le 27 décembre 1683, est deux fois reine consort de Portugal par ses mariages avec Alphonse VI puis avec Pierre II.

## Biographie

### Famille
Fille de Charles-Amédée de Savoie-Nemours, et d'Élisabeth de Bourbon-Vendôme, elle est la petite-fille de César de Vendôme, fils légitimé que le roi Henri IV eut de Gabrielle d'Estrées, et de Françoise de Lorraine, fille de Philippe-Emmanuel de Lorraine, frère de la reine Louise de Lorraine-Vaudémont. Par sa grand-mère paternelle, elle descend de la Maison de Guise, branche Française de la Maison de Lorraine (branches d'Aumale et d'Elbeuf) mais aussi de branches légitimées de la Maison de Valois (Charles VII et Agnès Sorel) ou de haute noblesse (Diane de Poitiers). Par les Savoie-Nemours, elle descend des rois de France de la Maison de Valois : Charles VII et Marie d'Anjou, Louis XII et Anne de Bretagne ainsi que de Lucrèce Borgia, fille illégitime du pape Alexandre VI. 
Son père ayant été tué en duel par son beau-frère le duc de Beaufort alors qu'elle a 6 ans, l'éducation de la petite Marie-Françoise et de sa sœur aînée Marie-Jeanne-Baptiste est confiée à leur mère et à leur grand-mère Françoise de Lorraine, duchesse douairière de Vendôme. Elle est connue comme Mademoiselle d'Aumalle.
Après que sa sœur ait épousé le duc Charles-Emmanuel II de Savoie en 1665, Marie-Françoise est mariée au roi Alphonse VI de Portugal en 1666, afin de sceller une alliance entre le Portugal et la France contre leur ennemi commun, l'Espagne. Organisé par le comte de Castelo Melhor, le mariage, comme il est de coutume, est célébré en France in absentia (en l'absence de l'époux). Alphonse a 23 ans, Marie-Françoise tout juste 20 ans.

### Un voyage mouvementé
Informés par leurs espions de la date de l'embarquement de la jeune épouse pour le Portugal, les Espagnols envoient depuis Cadix une escadre pour intercepter le convoi nuptial. Le commandant de cette flotte de 15 navires décide de s'emparer au préalable du fort Saint-Jean sur les petites îles Berlengas, au large de Peniche et du Cap Cavoeiro, à une centaine de kilomètres au nord de Lisbonne. Cet endroit offre des anses propices à l'ancrage des bâtiments. Il a longtemps été une base logistique pour les pirates de toutes nationalités cherchant à s'emparer des richesses du trafic maritime portugais et espagnol à destination de l'Afrique, de l'Amérique ou de l'Europe du Nord. L'affaire tourne mal pour les Espagnols : la petite garnison du fort (25 hommes) finit par se rendre mais résiste si bien qu'elle affaiblit l'armada qui abandonne son plan et rentre à Cadix. De leur côté, instruits peut-être des projets espagnols, les Français avaient modifié les dates du voyage.

### La cour de Lisbonne
Marie-Françoise-Élisabeth arrive à Lisbonne mais ne tarde pas à être profondément choquée par le spectacle de la cour, extrêmement exotique et arriérée vue de France, ainsi que par la personnalité de son mari. Celui-ci est décrit, dans la littérature portugaise, comme un imbécile et un caractériel. Affaibli par une maladie infantile, il est rebelle à toute éducation et, dans sa jeunesse, passe son temps en compagnie des gens de la plus basse extraction dans et hors du palais, à jouer à des jeux jugés indignes de sa condition : batailles, courses à pied, chahuts divers. Il introduit même à la Cour un ami étranger (génois) qui aurait eu une grande influence sur lui. « Incapable d'aimer et de se faire aimer »[réf. nécessaire], il fut sans doute un repoussoir pour Marie-Françoise qui ne tarda pas à être séduite par le propre frère du roi, Pierre.
Les deux amants réussissent à mener une cabale et à faire renvoyer Castelo Melhor avant de faire prononcer par les Cortes la déchéance du roi le 24 novembre 1667 et de le faire interner pendant quatre ans « au diable », c’est-à-dire dans l'une des îles des Açores. Ils parviennent aussi à faire annuler le mariage de Marie-Françoise et Alphonse le 28 mars 1668 au moyen d'une procédure douteuse. Puis le 2 avril suivant, Marie-Françoise épouse Pierre devenu régent, avec une dispense du pape.
De cette union nait Isabelle-Louise de Portugal (1669-1690), dite « l'éternelle fiancée » (notamment à son cousin Victor-Amédée II de Savoie, fils de Marie-Jeanne-Baptiste).
Marie-Françoise mène ensuite une vie pieuse et édifiante, finançant notamment la construction de l'église de Nossa Senhora da Conceição, à Atouguia da Baleia, près de Peniche.
Alphonse est finalement rapatrié en 1675 et confiné au palais de Sintra où il meurt d'une crise d'apoplexie le 12 septembre 1683, âgé de 40 ans. Marie-Françoise redevient reine du Portugal pour trois mois, puisqu'elle suit son ex-mari dans la tombe le 27 décembre suivant. Elle est enterrée au couvent des Francesinhas, fondé par elle. En 1912, ses restes et ceux de sa fille sont transférés au Panthéon royal des Bragance dans le monastère de Saint-Vincent de Fora.